# Арамазд
Арамазд (на арменски: Արամազդ) е върховно божество в арменската митология, бог-гръмовержец, създател на небето и земята, баща на божествата Анахит, Михр, Нане и др.
Произлиза от иранския Ахурамазда.Смята се, че култът към него идва в Армения при Ахеменидите през 6 – 5 век пр.н.е. В епохата на елинизма е отъждествяван със Зевс.
Главното му светилище се намира в култовия център на Древна Армения Ани (дн. Камах, Турция); там са погребвани царете от династията на Аршакидите. Този храм е разрушен в края на 3 век при разпространението на християнството.